# U字工事
U字工事（ユーじこうじ）は、デューズ所属のお笑いコンビ。2000年結成。M-1グランプリ2008ファイナリスト。

## メンバー
福田 薫（ふくだ かおる、1978年5月12日 - ）（47歳）
ツッコミ担当、立ち位置は向かって左。おおむね青のジャケットを着ていることが多い。
身長168cm、体重68kg、血液型AB型。既婚。
- 栃木県那須郡西那須野町（現在の那須塩原市）出身。西那須野町立三島中学校（現在の那須塩原市立三島中学校）→ 栃木県立大田原高等学校 → 桜美林大学経済学部経済学科卒業。
  - 中学時代はバドミントン部、高校時代はラグビー部に所属していた。

- 趣味：競輪、野球、映画鑑賞
  - プロ野球は横浜DeNAベイスターズのファン。

- レギュラー出演番組『レコメン!』（文化放送）では「兄貴」と自称している。『レコメン!』の前の時間に放送されていた『オードリーのシャンプーおじさん』内では春日俊彰（オードリー）も「兄貴」を自称しており、「兄貴」の名を賭けて勝負した。
- 福田が「どん!（大きな声で）…だけ〜」というギャグを披露した時は、あまりの低クオリティに周りが使用を禁止した。また、益子の「ごめんねごめんね〜！」と対の関係のような「ぺっぺっ、謝ってっぺ〜！」というギャグもあり、周囲の反応はきわめて鈍いものの、福田はめげることなくこのギャグをプッシュしている。
- 金銭面については厳しく（いわゆる、ケチ）、後輩に奢った金額をどれだけ酔ってもしっかり把握しているなどのことが多い。
- バイオリンが弾ける。
- 小説『坂の上の雲』の愛読者。
- よくピースをする。
- スカジャンが好きで、よく着ている。
- 時代劇が好きで、藤沢周平の本が好き。
- サンドウィッチマンより、喪服を着た女性が好きなことを暴露されたことがあり、福田も「喪服のほうがセクシーに見えるんです」と認めた。
- 2011年2月2日放送の『関ジャニ∞のジャニ勉』（関西テレビ）で益子から「田舎の1時間に1本しか来ない電車が来たのにボーッとしてて乗らなかった」、「M-1決勝戦の直前に行方不明になった。見つかったと思ったら2時間寝ていた」などのエピソードを明かされ、「でれすけ」（栃木弁で「バカ」、「いい加減なやつ」の意味）と言われた。それに対し福田は「ネタに入り込んでいた」、「あんまりネタの練習をするとだめになる」と言い、関ジャニ∞のメンバーも賛同していた。

益子 卓郎（ましこ たくろう、1978年6月16日 - ）（47歳）
ボケ担当、立ち位置は向かって右。坊主頭でおおむね白のワイシャツを着ている。
身長170cm、体重68kg、血液型A型。既婚（2011年6月24日、ブログで5年間交際していた一般女性との結婚を発表。相手は再婚であり、同時に7歳の娘の父親となった）。
- 栃木県那須郡黒羽町（現在の大田原市）出身、黒羽町立両郷中学校 （現在の大田原市立両郷中学校）→ 栃木県立大田原高等学校 → 桜美林大学経営政策学部ビジネスマネジメント学科卒業。高校時代は山岳部で登山を体験。
  - 大島美幸（森三中）は幼稚園、小学校、中学校が同じ幼馴染み。大島は益子の1学年後輩にあたるが、芸歴は大島の方が長い。そんな関係もあり益子は大島を「美幸ちゃん」と呼び、大島は先輩である益子を「卓郎さん」と呼ぶ。ただし村上知子・黒沢かずこ（森三中）に対しては「村上さん」、「黒沢さん」と呼ぶ。

- 趣味：演歌、野球、競輪
  - 友達の父が所有していたレーザーディスクがきっかけで演歌好きになり、歌謡コンサートを見ると感動して涙を流す。
  - 『お笑い芸人歌がうまい王座決定戦スペシャル』（フジテレビ）では演歌を歌うことが多い。8月18日放送分では準決勝まで残っており、司会の上田晋也（くりぃむしちゅー）に「お前は今年の紅白のトリを飾れ!」と絶賛された。
  - プロ野球では東京ヤクルトスワローズのファン。好きな選手は真中満だった。また雑誌の対談で、栃木県出身でヤクルトの飯原誉士にサインをもらっている。最初は巨人ファンだったが、『プロ野球珍プレー・好プレー大賞』（フジテレビ）を視てヤクルトの選手の面白さに惹かれ、ヤクルトファンに転向した。

- 下積み時代から東京都町田市に住んでいたが、2008年に世田谷区の下北沢に移り住んでいる。そのことを同期の響などが「最近栃木愛してないんじゃないの?」とネタにしていた。
- 東京都世田谷区に家を建てたことをサンドウィッチマンに暴露された。
- かなりの人見知りで、『アメトーーク!』（テレビ朝日）の“人見知り芸人”に出演した際に上京したばかりの頃、理容店に行く勇気がなく福田に髪を切ってもらっていたと発言した。
- 好きな女性のタイプは眞鍋かをりのような賢い系だと発言したことがある。
- 『ロンドンハーツ』（テレビ朝日）の“ドすけべホイホイ”にてホイホイガールの水着をチラ見してしまい、早い段階でゲームオーバーになった。
- 『レコメン!』（文化放送）にて女性ゲストを前にすると視線を合わせず顔を赤くすることが多い。
- 大の猫好きである。
- 「ましこ」という苗字を「ますこ」と発音されるなど、名前を間違えられることが多い。
- サンドウィッチマンから普段は標準語を話していることを暴露されたことがあり、益子は「たまに実家に帰って家族と会話をして（栃木弁を話せるように）リハビリしています」と認めた。一方で『レコメン!』で訛り禁止トークの企画を行った際に、番組ホームページで「普段は標準語でしゃべっているという噂はウソのよう」とされたことがあった。
- 2010年7月17日放送の『出没!アド街ック天国』（テレビ東京）で栃木県益子町が取り上げられた回にコンビで出演した際に、益子家の先祖はもともと益子町に住んでいて、「黒羽に逃げて来た」と話した。
- 2011年2月2日放送の『関ジャニ∞のジャニ勉』（関西テレビ）で福田に「ファンの子からもらったプレゼントが『たばこの銘柄も、何もかもが俺の好きなものだ!』と喜んでいたら、自分で買ったコンビニの袋だった」という天然エピソードを明かされている。
- カエルが大嫌いで、相方にはカエルでイジるのだけは絶対にやめろと言っている（『街道歩きの旅』で、カエルを持った福田に追いかけられての発言）。
- 自分で自分を叩く「卓ちゃんハンマー」の持ちギャグがあり、これが出来たきっかけは、ネタがすべった時に林家三平の物真似でごまかするつもりが誤って手がこめかみに当たって、意外と良い音が鳴ったことからだったとのこと。

## 来歴
高校在学中より2人で漫才を披露しており、高校3年時のクラスの文化祭の出し物は2人による漫才だったという。また高校在学中の1996年にはアマチュアコンビとして『AHERA』（テレビ朝日）に出演している。その当時より漫才師を志望しており、高校卒業後は上京して2人そろって桜美林大学に入学・卒業。2000年に正式にコンビ結成。様々な事務所のオーディションを受け、人数が少なくアットホームだと感じたアミー・パークに所属した。
上京当時は共通語での漫才を目指すものの、無意識に出てしまう栃木訛りを指摘されていた。しかし水道橋博士の助言で訛りをあえて強調するようになり、現在のスタイルにつながることとなる。なお、聞き取りづらいとの指摘があったことから2005年ごろから訛りを抑えめにしてゆっくり喋るようになっているという。2011年3月より漫才協会に入会し、同協会の定席である浅草東洋館にも多く出演するようになっている。2017年11月に浅草公会堂で行われる「漫才大会」で、同協会第28代真打ち昇進披露が行われた。
大学進学以降は栃木ではなく東京で暮らしている。本籍地は共に栃木県。後述の罰ゲームで一時期本籍を栃木から東京に変更したことがある。
2020年1月1日、2019年12月31日をもって20年間所属したアミー・パークとの契約を終了し、デューズに移籍したことをブログで明らかにした。

## エピソード
- 『M-1グランプリ2008』で決勝戦進出。「全国的には無名だがとちぎテレビでレギュラー番組を持つ栃木の人気者」としてとちぎテレビの番組映像と共に紹介された。
  - レギュラー出演している『イブニング6』（とちぎテレビ）内の「Road to J SC 一枚岩」（2009年1月5日放送）で、「とちぎテレビと栃木県を盛り上げてくれた」としてとちぎテレビ社長・齋藤清衛から感謝状と金一封を贈呈された。
  - 逆に、出演していた『レコメン!』（文化放送）では、5位に終わった罰ゲームとして本籍地を栃木県から文化放送のある東京都港区浜松町に移させられた。
  - 当時の規定におけるラストイヤー[注 2]となった翌2009年大会は準決勝で敗退、敗者復活も果たせなかった。これにより再び『レコメン!』で罰ゲームが行われ、栃木県民に直筆の謝罪ハガキを送る事になったが、番組が往復ハガキでの希望者を募った所1万通を超える応募があった[27]。
  - 2年後の2010年10月19日の同番組で「リスナーの評価が高ければ本籍を栃木県に戻せる」という条件で「2時間ノンストップ漫才」に挑戦、見事本籍地を栃木県に戻した（仮に評価が低かった場合は「ごめんねごめんね〜」に因み、本籍を浜松町から高知県南国市後免（ごめん）町に変更させられるところであった）[28]。
- サンドウィッチマンとは仲が良く不定期にトークライブ「R-4」を開催し、福田や益子のブログに登場することもある。『M-1グランプリ2007 DVD』の特典映像では、サンドウィッチマンの自宅で行われた優勝祝賀会にも参加しており、その際2人から「来年はお前らが決勝行けよ」と言われた。翌年初の決勝戦進出を果たした。
- 芸人のえずれひろゆきとは高校の同期である[29]。
- 栃木SC所属・元所属の選手達と交流がある。特に佐藤悠介（元栃木SC）とは度々食事をするなど仲が良い[30]。
- 『爆笑オンエアバトル』では2回連続オーバー500を記録したことがある。チャンピオン大会は4度出場、うち3回はセミファイナル敗退、セミファイナルがなかった第12回大会ではファーストステージで敗退（後述）。
- コンビ名の「U字工事」は、高校の同級生が教室の黒板に気まぐれで書いた「U字工事」に由来する。それ以前はコンビ名を「牛タンナポリタン」「キャッチホン出る出る」としていたこともあった。その名前について、同級生より実は工事現場のU字溝の看板からその名が付けられたという事実が初めて明かされたことがあった[22]。
- 衣装のスーツはオーダーメイドであり、色は白・銀・青・金が存在する。THEE MICHELLE GUN ELEPHANTやDREAMS COME TRUEもオーダーしたことのある洋服店の常連である。
- 栃木の地方紙・下野新聞をネタ作りの参考にしている。2009年1月24日放送の『バニラ気分』（フジテレビ）に出演した際、「栃木の偉人はイチローです」と称して、野球選手のイチローではなく栃木でイチゴのビニールハウス栽培を広めた仁井田一郎さんを称える、というネタを見た出演者が「どうやって調べたのか」と訊いたところ、福田が「下野新聞に載ってるんです」と明かした。
  - その放送内では福田富一栃木県知事がVTRで出演し、U字工事を「とちぎ応援団」に任命することを発表した。
- 地元では県北部第一の進学校として知られる大田原高校だが、2人が在籍していたのは1999年に閉科した商業科で、2人は簿記の資格を取得している。
- 2000年夏ごろに放送した『ガチンコ!』（TBSテレビ）内の企画『ガチンコ!漫才道』の第1回目の放送の塾生候補オーディションに参加したことがある[31]。2人は最前列に座り、益子はピンクのタオルを巻いていた。
- 『大竹まこと ゴールデンラジオ!』（文化放送）では火曜の「大竹サテライト」のコーナーを担当していたが、2008年7月15日は山本モナがスキャンダルで出演自粛したためピンチヒッターを務めた。翌週以降もピンチヒッターを務め注目されたが、結局元のコーナーリポーター担当になった。ピンチヒッターを務めた日、最後に読まれたメール、ファックスには「良かった」との意見もあった。
- 浅草キッドを尊敬しており、憧れて漫才の世界を目指したことが芸能界入りのきっかけ。若手時代から浅草キッドには世話になっており[32]、2009年5月19日放送の『草野☆キッド』の中で浅草キッドに感謝の言葉を述べると、浅草キッドの2人は涙ぐんだ。
- 早川食品株式会社と共同開発した「U字工事の北関東No.1ソース」を紹介した時には、福田は「インターネットでしか売ってないので、買うの面倒くさいなとなって、なかなか買わないみたいです。」と、売れていないことを話したことがある。
- 2009年7月26日放送の『誰だって波瀾爆笑』（日本テレビ）にメインゲストとして出演した際、かつて2人でアルバイトをしていた東京都町田市にあるマグネシウム工場ではいつでも戻って来られるように、今でも2人のタイムカードがそのまま残されているというエピソードが紹介された[33][34]。その工場には10年間勤務し、主にパソコンや携帯電話の細かい部品のバリ取りに従事し、面接官も担当したことがある[35]。また、その工場のアルバイトの後輩と飲酒して喧嘩をした際、後輩が「あーじゃあ!もういいよ!俺がわりいーよ（悪いよ）!ごめんねごめんね〜!」と発言したので、それを舞台で披露してみたらウケたので投げやりに謝るようになった[36]。売れてから久々に2人の働いていた町工場を訪ね、工場の仲間と飲みに行き、仲間から認められ、近所の人と触れ合ったのが、最近一番嬉しかったことだという。
- 『レコメン!』ではドッキリ企画などで2人の彼女が何回か出演している。
- 益子は「都会といったら杜の都仙台だっぺな!」「仙台は東北のニューヨーク」と言い、宮城県や隣りの埼玉県を尊敬している。更には、個人的に敵対心を持っていると思われていた神奈川県に対しても尊敬しているという事実を明かした。
- 『爆笑オンエアバトル』では、初挑戦から3連敗と出場初期はかなり苦戦していたが、4回目の挑戦（2005年4月23日放送回）で初オンエアを獲得した。初オンエアを獲得してからは負け知らずの17連勝を記録。ただし、2006年5月5日放送回ではオンエアは獲得したものの、385KBと低めだった。更に5位通過であり、6位の上々軍団（381KB）とはボール1個差だった。この回が彼らにとって唯一の300KB台および唯一の5位通過でのオンエアとなる。以降は2連続オーバー500を記録するなど高得点を連発して巻き返し、チャンピオン大会に出場するまでになった。なお、4回目の挑戦で初オンエアを獲得した芸人の中では唯一ゴールドバトラーとなっている。通常回では初オンエアを獲得してからはオーバー500を何度も記録するなど高得点を連発。特に2005年度はオンエア4回は全て480KB以上であり、2008年度は4回中3回がオーバー500と絶好調だった。しかし、チャンピオン大会では下記の通り非常に弱く、通常回とは対照的に一度も良い結果を残せなかった。
- 『爆笑レッドカーペット』では、2009年5月2日放送でレッドカーペット賞を受賞した。2009年7月11日放送の2時間スペシャル内「コラボカーペット」にて、益子のみ、山形弁漫才の三浦昌蝋（ロケット団）、茨城弁漫談の赤いプルトニウム（現・赤プル）と「赤プル隊」名義で共演した。
- 『クイズ!あなたは小学5年生より賢いの?』では、栃木県代表として参戦。全問正解して300万円を獲得し、全額を栃木県に寄付した。
- 『マツコ&有吉 かりそめ天国』では2021年3月12日の初出演以来、栃木県のおすすめスポットを紹介している。それに対してMCのマツコ・デラックスと有吉弘行がいじることで栃木県の地位向上に貢献したとして、とちぎテレビからMC2名へ感謝を表して金の盾が贈呈された[37][38]。

## 芸風
主に栃木弁による漫才を行う。地元栃木の特産品や名物、栃木と隣県との関係に絡めたネタや田舎あるあるにちなんだネタを得意とし、『爆笑レッドカーペット』（フジテレビ）では地元ネタを絡めて益子がキレながら説明するのが通例となった。代表的なギャグは福田が「おめぇのせいだ、バーカ！！」と言った後に益子が逆ギレ気味に返す「ごめんねごめんね〜！」、その直後福田が「ちゃんと（もしくは目ぇ見て）謝れ！」と叱るオチで終了する。

## 賞レース成績・受賞歴など

### M-1グランプリ
| 年     | 結果       | エントリーNo. | 決勝戦キャッチコピー | 備考                |
| ------ | ---------- | ------------- | -------------------- | ------------------- |
| 2001年 | 1回戦敗退  |               |                      |                     |
| 2002年 | 2回戦敗退  |               |                      |                     |
| 2003年 | 準決勝敗退 | 559           |                      |                     |
| 2004年 | 準決勝敗退 |               |                      |                     |
| 2005年 | 準決勝敗退 |               |                      |                     |
| 2006年 | 準決勝敗退 |               |                      |                     |
| 2007年 | 準決勝敗退 |               |                      |                     |
| 2008年 | 決勝5位    | 4486          | I ♥ とちぎ           |                     |
| 2009年 | 準決勝敗退 |               |                      | 1度目のラストイヤー |
| 2015年 | 3回戦敗退  | 2773          |                      | 2度目のラストイヤー |

### 爆笑オンエアバトル チャンピオン大会
| 回（年）         | 結果               | 備考          |
| ---------------- | ------------------ | ------------- |
| 第8回（2006年）  | セミファイナル敗退 | Bブロック 9位 |
| 第9回（2007年）  | セミファイナル敗退 | Bブロック 8位 |
| 第11回（2009年） | セミファイナル敗退 | Aブロック 9位 |
| 第12回（2010年） | 7位                |               |

### その他
- 2010年 平成21年度花形演芸大賞 金賞
- 2011年 日清食品 THE MANZAI 2011 本選サーキット敗退
- 2014年 平成25年度花形演芸大賞 金賞
- 2015年 平成26年度花形演芸大賞 金賞

## 出演

### 現在の出演番組
バラエティ
- U字工事の旅!発見（2019年4月4日 - 、とちぎテレビ） - MC
- 有吉の壁（日本テレビ） - 準レギュラー
- 有吉ゼミ（日本テレビ） - チャレンジグルメのコーナーに出演。主に益子は大食い、福田は激辛に挑戦。
- 秘密のケンミンSHOW（読売テレビ） - 栃木県民代表として不定期出演。
- 雨上がり決死隊のトーク番組アメトーーク!（テレビ朝日） - 「男子校芸人」「衣装決まってる芸人」「町工場芸人」などで不定期出演。
- 笑点（日本テレビ） - 演芸コーナーに不定期出演。
- ベスコングルメ - 「栃木シリーズ」に出演。
- ドデスカ!プラス （メ〜テレ） - 「U字工事 迷Qグルメ」に出演。
- マツコ&有吉 かりそめ天国 (テレビ朝日) - ロケコーナーに不定期出演。
- 日曜マイチョイス（テレビ朝日） - 「一流企業から早期退職さん」に出演。
- U字工事と園芸（2024年4月9日 - 、とちぎテレビ）

ラジオ
- U字工事のSORRY SORRY（2024年4月5日 - 、エフエム栃木）

### 単発・特別番組
バラエティ
- 爆笑オンエアバトル（NHK総合） - 戦績17勝3敗 最高525KB　ゴールドバトラー認定
- オンバト+（NHK総合） - 「オンバト+PREMIUM」に出演。
- 必見!就活リサーチ（BS-TBS）
- いきなり!黄金伝説。（テレビ朝日） - 全国の即日完売の行列グルメに並んで味わう企画などで不定期出演。
- お試しかっ!（テレビ朝日） - 不定期出演。
- クイズプレゼンバラエティー Qさま!!（テレビ朝日） - プレッシャーSTUDYにコンビや単独で不定期出演。
- ナニコレ珍百景（テレビ朝日）
- 土曜スペシャル（テレビ東京） - 街道歩きの旅や、にっぽん廃線歩き旅などの徒歩での旅の企画を中心に不定期出演。
- ザ・穴場ツアー CATVネットワーク（NHK BSプレミアム）
- 虎ノ門市場（テレビ東京）
- オールスター後夜祭（2018年10月7日・2024年4月7日、TBSテレビ）
- 首都圏ネットワーク（NHK総合）
- 志村劇場（フジテレビ）
- ウンナン極限ネタバトル! ザ・イロモネア 笑わせたら100万円（TBSテレビ） - 「ゴールドラッシュ」に出演し、イロモネア出場権獲得。
- 新春ゴールデンピンクカーペット（フジテレビ） - キャッチコピーは「栃木生まれのなまり漫才」。
- 爆笑レッドカーペット（フジテレビ） - キャッチコピーは「栃木生まれのなまり漫才」。
- 人類滅亡と13のコント集（日本テレビ）
- 爆笑問題のススメ（日本テレビ）
- 笑いの金メダル（テレビ朝日・朝日放送）
- お笑いDynamite!（TBSテレビ） - キャッチコピーは「栃木の訛り親善大使」。
- 虎の門（テレビ朝日）
- お笑いTV「ニコニコ笑い汁」（MONDO21）
- ごめんくださいヒデさんです!（SPEEDチャンネル）
- 鉄オタ選手権『東武鉄道の陣』（2018年2月21日、NHK BSプレミアム・2019年2月10日、NHK総合）
- Eテレ0655&2355（NHK Eテレ） - ナナメ上音頭（歌唱のみ出演）。
- 柳家喬太郎の笑って免疫力UP!寄席（2021年4月18日、BS11）
- クイズ!あなたは小学5年生より賢いの?（2022年5月20日、日本テレビ）
- ももち浜ストア presents 博多どんたく大行進〜昭和100年！世代を超えて… （2025年5月3日、TNC）-スペシャルゲスト（予定）

ラジオ
- ビートニクラジオ（エフエム東京）
- 吉田照美のやる気MANMAN!（2006年8月9日、文化放送） - 休暇の吉田照美に代わってメインパーソナリティを務めた。
- U字工事のレコメン!（2007年5月8日、文化放送） - K太郎とともにパーソナリティを務めた。ジングルも「U字工事のレコメン!」と流れた。
- U字工事のオールナイトニッポンR（ニッポン放送） - 不定期

### 過去の出演番組
バラエティ
- とちぎ発!旅好き!（2006年4月20日 - 2019年3月28日、とちぎテレビ）
- TOCHIGI FIGHTING!!SC一枚岩（2009年3月 - 2013年12月、とちぎテレビ）
- おもいッきりDON!（2009年4月3日 - 2010年3月25日、日本テレビ） - 後番組の「DON!」に引き続き出演。
- U字工事5ミニッツ・パフォーマンス（2009年12月6日 - 2010年3月13日、BSフジ）
- DON!（2010年4月1日 - 9月30日、日本テレビほか） - 木曜日レギュラー、冠コーナー「U字工事のニッポン勝手にランキング!」を担当。
- ひるザイル（2010年4月11日 - 2011年3月27日、日本テレビほか） - 福田のみナレーションとして出演。
- ドライブ A GO!GO!（2010年8月1日 - 2016年9月、テレビ東京） - 栃木県を中心に不定期出演。
- PON!（2010年10月 - 2011年9月、日本テレビ） - 月曜日の料理コーナー「いますぐマネシピ 簡単すぎてごめんねごめんね〜」に出演。
- 高校講座 チョー基礎から始めよう!ベーシック英語（2012年4月16日 - 2015年度、NHK Eテレ）
- U字工事のShake-Hands!（2014年7月3日 - 9月25日、とちぎテレビ）
- U字工事の産地直送!ふれあいマーケット（2014年10月2日 - 12月25日・2015年10月1日 - 、とちぎテレビ）
- U字工事のLet'sかるたビーノ（2015年7月2日 - 9月25日、とちぎテレビ）
- 陸海空 こんな時間に地球征服するなんて（2017年1月29日 - 2019年6月、テレビ朝日）

ラジオ
- レコメン!（2007年4月 - 2011年3月29日、文化放送） - 火曜日レギュラー
- U字工事の早起きラジオ!?（2011年4月8日 - 9月30日、文化放送）
- 大竹まこと ゴールデンラジオ!（2007年10月2日 - 2010年3月30日、文化放送） - 「とれたけ大竹タブロイド」→「大竹サテライト」レポーター
- U字工事の早くこいこい日曜日。（2011年10月9日 - 2012年4月1日、文化放送）

### ドラマ
- ドラマスペシャル サザエさん2（2010年8月8日、フジテレビ）[42]
- 金曜ロードSHOW!・チープ・フライト（2013年3月1日、日本テレビ） - （福田）
- 孤独のグルメ Season9 第10話（2021年9月11日、テレビ東京） - ノブオ(益子） 役、山崎(福田） 役[43]
- リバーサルオーケストラ 第1話（2023年1月11日、日本テレビ） - 児玉交響楽団コンサートマスター 太田 役（福田）[44]
- 連続テレビ小説 らんまん (2023年9月8日、NHK)　- 旅人 役

### 映画
- 有吉の壁 カベデミー賞 THE MOVIE「万引き裸族」（2022年6月11日、ライブビューイングジャパン）[45]　益子のみ
- 漫才協会 THE MOVIE 舞台の上の懲りない面々（2024年3月1日、KADOKAWA/ミックスゾーン/中京テレビ放送/ミラクルヴォイス[46]）

### CM
- 吉野家（2007年3月 - 4月）
- ナイスサービス（2008年）
- 栃木県知事選挙PR（2008年11月） - [要出典]
- ナイキNIKE FREE（全裸ランニングキャンプ-日本限定版）（2009年5月） - プロモーション動画
- セガ「ぷよぷよ7」（2009年7月）
- 大塚チルド食品「ミルクのようにやさしいダイズ」（2010年）
- 足利銀行（2011年）
- セガJリーグ プロサッカークラブをつくろう!7 EURO PLUS（2011年） - ゲームオリジナルの栃木チームのサポーター役として、ゲーム内キャラクターとしても登場。
- お宝車検.com（2011年8月 - ）
- JA全農とちぎ（2016年 - ）
- 茨城空港ラジオCM（2014年 - ）
- ソフトバンク 「SoftBank Air 工事がいらない篇」（2020年） - 上戸彩、的場浩司と共演

### ライブ
- 「宇田川ロケット」（アミーパーク主催ライブ）
- 「漫才バカ一代」（三平×2とサンキュー・タツオの主催ライブ）
- 「タイタンライブ」（タイタン主催ライブ）
- 「東京ビタミン寄席」（サンミュージック企画プロジェクトGET主催ライブ）
- 「浅草お兄さん会」（浅草キッド主催ライブ）
- 「お笑いジャンバラヤ」（桂芸能社主催ライブ）
- 「花形演芸会」（国立演芸場主催ライブ）
- 「〜北関東ナンバーワン〜」（自身初の単独ライブ 新宿シアターモリエール）

## 関連商品

### CD
- 『男星』（通信販売限定） - 益子のソロ・シングル

PVには福田も出演している。
- 『ビギン・ザ・ギンザ』 2018年6月27日発売のシングル

### DVD
- 『東京ビタミン寄席 Vol.2』（サンミュージック企画プロジェクトGET）
- 『東京ビタミン寄席 Vol.4』（サンミュージック企画プロジェクトGET）
- 『この先 U字工事』（徳間ジャパンコミュニケーションズ）
- 『U字工事/北関東ナンバーワン!』（CCRE）
- 『U字工事/U字工事のお土産（お試し版）』（CCRE）
- 『U字工事 5ミニッツ・パフォーマンス ごめんねごめんね〜』 (ポニーキャニオン)[47]
- 『U字工事/北関東オンリーーワン!』（アミューズソフトエンタテインメント）

### 本
- 『レッツゴー!栃木 U字工事の熱血お国自慢』（ランダムハウス講談社）

### 調味料
- 『U字工事の北関東No.1ソース』（早川食品株式会社）